# ГЕС Miégebat
ГЕС Miégebat — гідроелектростанція на південному заході Франції. Знаходячись між ГЕС d'Artouste та ГЕС Hourat, входить до складу гідровузла у сточищі річки Gave d'Ossau, яка дренує північний схил Піренеїв та через Gave d'Oloron, Gaves Réunis і Адур відноситься до басейну Біскайської затоки.
У 1922—1929 роках в межах проекту електрифікації піренейської залізниці спорудили першу чергу станції. Вона використовує ресурс, що надходить по дериваційному тунелю із нижнього балансуючого резервуару ГЕС d'Artouste, розташованого на правому витоку Gave d'Ossau — Gave du Brousset. На своєму шляху по правобережжю долини Ossau тунель отримує додатковий ресурс із водозабору на Gave de Soussouéou (права притока Gave d'Ossau), а також із печери Eaux-Chaudes, через яку прямує підземна річка. Машинний зал, розташований неподалік впадіння у Gave d'Ossau її лівого притоку Gave du Bitet, оснастили п'ятьма турбінами потужністю по 9 МВт.
В 1950-х роках ГЕС доповнили другою чергою, яка базується на подачі води з іншого дериваційного тунелю із долини тільки що згаданої Gave du Bitet. Тунель прямує через гірський масив лівобережжя останньої, приймаючи по дорозі додатковий ресурс по бічному відгалуженню, яке має водозабори на Arrec-de-Gasies (інша ліва притока Gave d'Ossau) та Arrec-de-Sescue (права притока самої Gave du Bitet). При цьому для подолання долини Gave du Bitet на відгалуженні створений сифон. В межах цієї схеми, що забезпечує напір у 398 метрів, працює одна турбіна типу Пелтон потужністю 32 МВт. Для її роботи на номінальному режимі потрібна подача води в обсязі 7 м3/с, тоді як тунель з Gave du Bitet має максимальну пропускну здатність 4,3 м3/с. Як наслідок, ця турбіна частково споживає ресурс, поданий по першому маршруту від ГЕС d'Artouste, оскільки на ньому створюється такий саме напір.
Відпрацьована вода надходить до нижнього балансуючого резервуару, розташованого на Gave d'Ossau, звідки подається на наступну станцію каскаду ГЕС Hourat.